# Taeniophora pulchripes
Taeniophora pulchripes är en insektsart som beskrevs av Carl Stål 1878. Taeniophora pulchripes ingår i släktet Taeniophora och familjen Romaleidae. Inga underarter finns listade i Catalogue of Life.